# Полін Етьєн
Полі́н Етьє́н (фр. Pauline Étienne; нар. 26 липня 1989, Іксель, Бельгія) — бельгійська акторка й кінорежисерка.

## Біографія
Полін Етьєн народилася 26 червня 1989 і виросла в містечку Іксель у Бельгії. Доволі рано почала цікавитися музикою і театром, у підлітковому віці займалася в театральній майстерні.
Акторську кар'єру почала у 2008 році з невеликої ролі у фільмі Жоакіма Лафосса «Приватні уроки», за яку отримала бельгійську національну кінопремію «Магрітт» як найперспективніша молода акторка. У 2009 році знялася разом з Редою Катебом у стрічці «Нам би лише день вистояти…», отримавши за роботу у фільмі французьку кінопремію «Люм'єр» та «Золоту зірку кіно» від Французької академії кінопреси.
Етьєн стала широко відомою після зйомок у 2010 році в одній з головних ролей у французькому психологічному трилері Жиля Маршана «Чорні небеса» з Грегуаром Лепренс-Ренге і Луїз Бургуан.
У 2011 році акторка знялася в телевізійній драмі «Життя по-французьки» Жана-П'єра Сінапі за однойменним романом Жана-Поля Дюбуа. У стрічці «Черниця» Полін Етьєн працювала з Ізабель Юппер і Франсуазою Лебрун. Цей фільм французького режисера Гійома Ніклу, знятий 2013 року за однойменним твором Дені Дідро, був номінований на премію «Золотий ведмідь» 63-го Берлінського кінофестивалю, а саму Етьен було номіновано відразу на дві престижні французькі премії — «Сезар» і «Люм'єр» — в категорії «Найперспективніша акторка» та на здобуття премії «Магрітт» за найкращу жіночу роль (отримала нагороду).
Одна з останніх робіт Полін Етьєн у кіно — роль у стрічці Стефана Ліберськи «Токійська наречена», де вона втілила головну героїню — юну Амелі Нотомб, яка вирушає до Японії, країни свого дитинства, щоб знайти там натхнення і написати книгу. За цей фільм акторка втретє номінована на премію «Магрітт» та вдруге у категорії «Найкраща акторка».

## Фільмографія

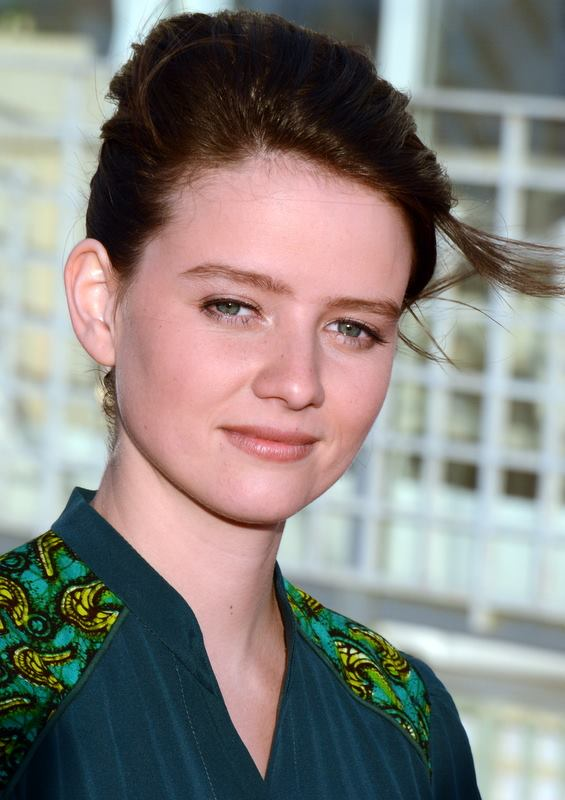
На Кінофестивалі у Кабурі, 2014

| Рік  |    | Українська назва             | Оригінальна назва                           | Роль              |
| ---- | -- | ---------------------------- | ------------------------------------------- | ----------------- |
| 2008 | ф  | Приватні уроки               | Élève libre                                 | Дельфін           |
| 2009 | ф  | Повстала                     | L'insurgée                                  | Клер Реверді      |
| 2009 | ф  | Нам би лише день вистояти... | Qu'un seul tienne et les autres suivront... | Лаура             |
| 2010 | ф  | Чорні небеса                 | L'autre monde                               | Маріон            |
| 2010 | кф | Де хлопці                    | Where the Boys Are                          | Полін             |
| 2010 | тф | Який це біль?                | Comment va la douleur?                      | Фіона             |
| 2010 | кф | Єлена                        | Elena                                       | Єлена             |
| 2010 | кф | Одного разу в неділю         | Un certain dimanche                         | Жанна             |
| 2011 | тф | Життя по-французьки          | Une vie française                           | Марі Блік         |
| 2011 | кф | Трудівники Франції           | La France qui se lève tôt                   | Аврелія           |
| 2012 | ф  | Втрачений рай                | Paradis perdu                               | Люсі              |
| 2013 | ф  | Черниця                      | La religieuse                               | Сюзанна Сімонен   |
| 2013 | ф  | 2 осені, 3 зими              | 2 automnes 3 hivers                         | Люсі              |
| 2014 | ф  | Едем                         | Eden                                        | Луїза             |
| 2014 | ф  | Токійська наречена           | Tokyo Fiancée                               | Амелі Нотомб      |
| 2015 | ф  | Сімейні танці                | Family Dancing                              |                   |
| 2017 | ф  | Поцілунок Беатріс            | Sage Femme                                  | Сесіль, пацієнтка |

## Визнання
| Рік                                                      | Категорія                      | Фільм                      | Результат |
| -------------------------------------------------------- | ------------------------------ | -------------------------- | --------- |
| Премія «Люм'єр»                                          |                                |                            |           |
| 2010                                                     | Найкраща молода акторка        | Нам би лише день вистояти… | Перемога  |
| 2014                                                     | Найкраща молода акторка        | Черниця                    | Номінація |
| Премія «Сезар»                                           |                                |                            |           |
| 2010                                                     | Найперспективніша акторка      | Нам би лише день вистояти… | Номінація |
| 2014                                                     | Найперспективніша акторка      | Черниця                    | Номінація |
| Золота зірка кіно                                        |                                |                            |           |
| 2010                                                     | Найкращий дебют у жіночій ролі | Нам би лише день вистояти… | Перемога  |
| Премія «Магрітт»                                         |                                |                            |           |
| 2011                                                     | Найперспективніша акторка      | Приватні уроки             | Перемога  |
| 2014                                                     | Найкраща акторка               | Черниця                    | Перемога  |
| 2015                                                     | Найкраща акторка               | Токійська наречена         | Номінація |
| Товариство драматургів і театральних композиторів (SACD) |                                |                            |           |
| 2013                                                     | Приз Сюзанни Б'янкетті         | Приз Сюзанни Б'янкетті     | Перемога  |